# Трамвай Такоми
Трамвай Такоми (англ. Tacoma Link) — трамвайна лінія в місті Такома штату Вашингтон, США.

## Історія
Перші трамваї на кінній тязі з'явилися на вулицях міста у 1888 році, після чого трамвайні лінії в місті швидко набули популярності. Майже одразу почалася стрімка розбудова колійної мережі, незабаром почалася електрифікація. Вже до 1912 року в місті було 30 трамвайних ліній і приблизно 200 км колій, побудовано навіть електрифіковану міжміську лінію до Сіетла. Однак, як і в більшості міст США, через будівництво нових доріг і поширення автомобілів мережа почала стрімко втрачати пасажирів, що призвело до цілковитої ліквідації мережі, яка на той час уже вважалася застарілою. Останній трамвай проїхав вулицями міста 11 червня 1938 року. Після цього громадський транспорт міста був представлений лише автобусами.

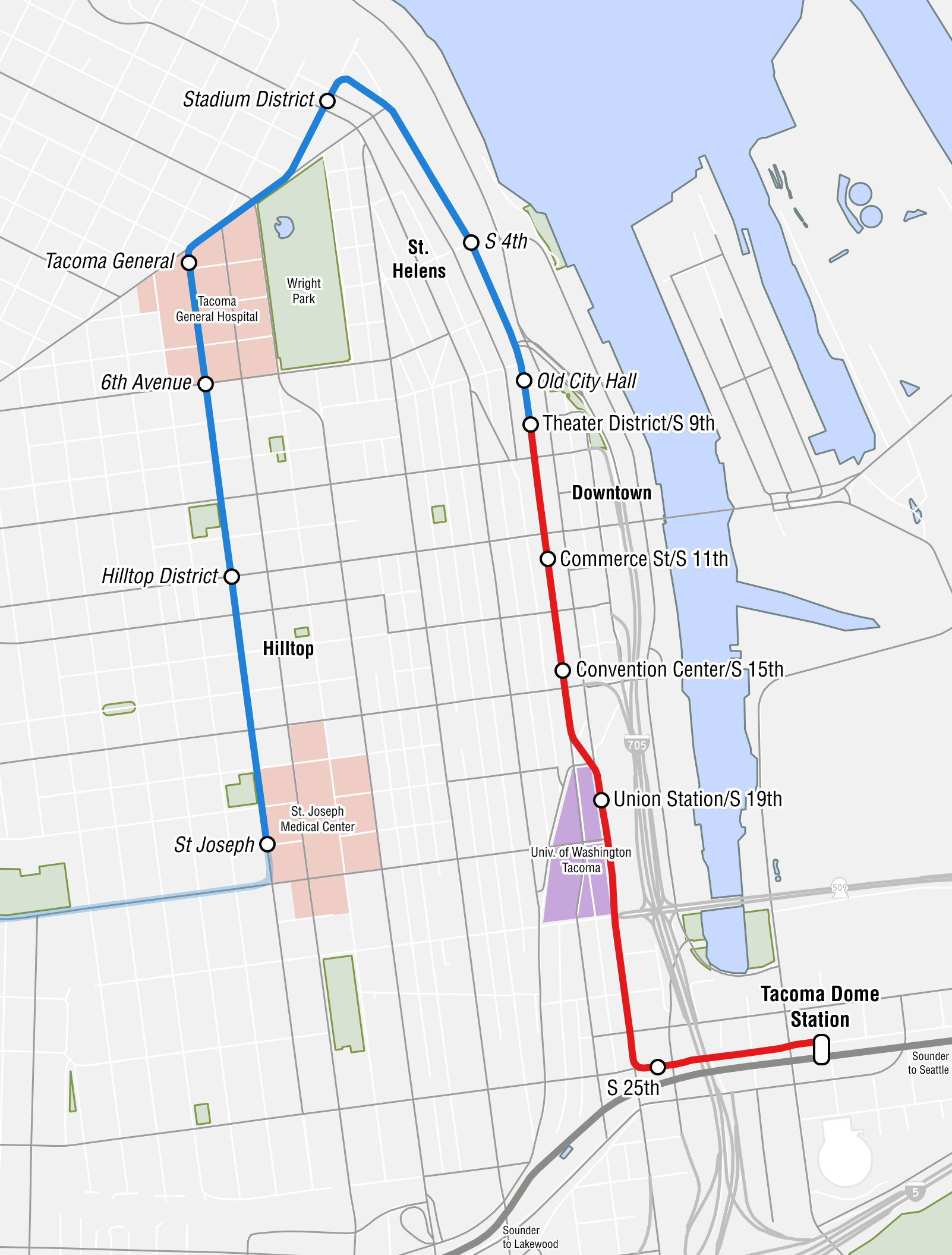
Сучасна мапа

З середини 1990-х почалися дискусії про повернення трамваїв на вулиці Такоми, що сталося 2003 року.

## Лінія
Сучасна лінія побудована частково одноколійною з шістьма зупинками. Лінія починається від залізничної станції, з якої курсують приміські потяги до Сіетла, далі лінія прямує до середмістя. Проходить біля колишнього головного залізничного вокзалу, в якому нині міститься окружний суд, і закінчується в північній частині центру міста в театральному районі. Обслуговується лінія низькопідлоговими трамваями чеського виробництва. До 2021 року планується відкрити розширення лінії на захід на 3,6 км, після цього братимуть плату за проїзд.

## Режим роботи
Працює по буднях від 5:00 до 22:00, у суботу від 7:50 до 22:00 та в неділю від 9:50 до 17:50. Інтервал руху починається від 12 хвилин у годину пік, та збільшується вдвічі рано вранці та ввечері.

## Галерея

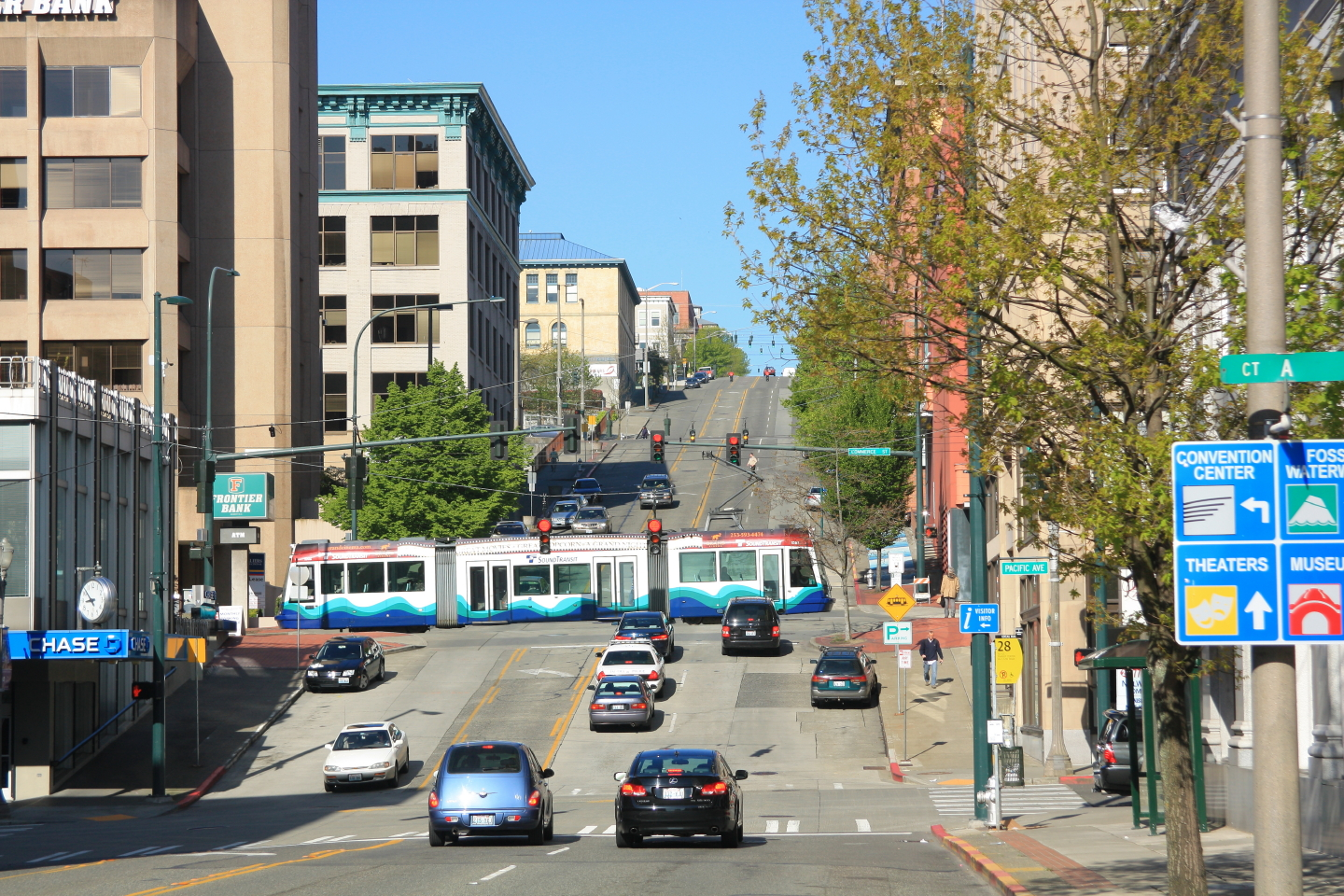
Трамвай на перехресті вулиць
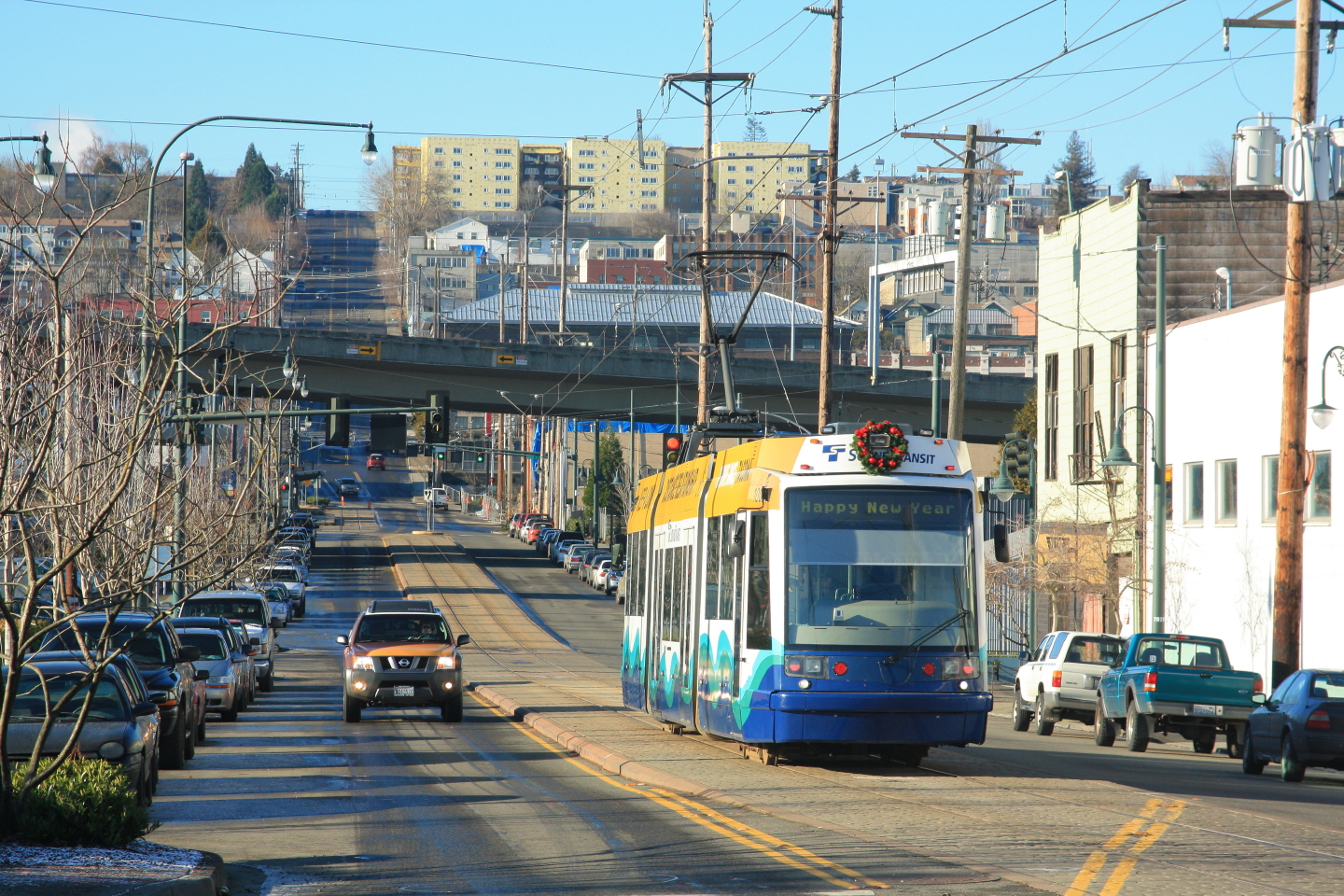
Трамвай на вулицях міста